# Trollbäckens IP
Trollbäckens IP är en idrottsplats i Tyresö kommun,  Stockholms län. Trollbäckens IP består av en ishall för ishockey, en friidrottsanläggning, samt tre fotbollsplaner.